# Arsen Ghazikian
Arsen Ghazikian o Arsen Ghazikean o Arsenio Ghazikian o Arsenio Ghazikean (in armeno Արսէն Ղազիկեան; Partizak, 10 agosto 1870 – Padova, 6 settembre 1932) è stato un filologo, monaco cristiano e traduttore armeno.

## Biografia
Monaco della Congregazione Mechitarista con sede all'Isola di San Lazzaro degli Armeni, presso Venezia, si distinse quale traduttore in lingua armena di autori classici della letteratura europea (soprattutto italiani): tra essi, Omero, Virgilio, Dante, Torquato Tasso, Giacomo Leopardi, Byron, John Milton, Arrigo Boito. Profondo conoscitore della lettura di ogni tempo, operò insieme ad altri autori a lui contemporanei per la rinascita della letteratura armena fino ai contemporanei quali Vittoria Aganoor e Ada Negri di cui fu traduttore. Tra coloro che lo seguirono in quest'opera possiamo ricordare l'intellettuale armeno esule in Puglia Hrand Nazariantz e Costan Zarian.

## Opere
- Hatěntir kʻertʻuatskʻ , (Poesie Scelte di Giacomo Leopardi; traduzione armena del P. Arsenio Ghazikian), Venezia, Tipografia Armena di S. Lazzaro, 1898
- Kʻertʻuatsner, (traduzione in lingua armena dei Canti di Ossian di James Macpherson, Tipografia di San Lazzaro, 1902
- Neron: oghbergutʻiwn hing araruatsov, (traduzione in lingua armena del dramma lirico Nerone: tragedia in quattro atti di Arrigo Boito), Venezia, Tipografia di San Lazzaro, 1902
- Hawitenakan zroyts, (traduzione in lingua armena di Leggenda eterna; Intermezzo ; Risveglio di Vittoria Aganoor Pompilj traduzione del p. Arsenio Gazikian mechitarista, Venezia, S. Lazzaro, 1905
- Haykakan nor matenagitutiwn ew hanragitaran Hay keanki, (Nuova bibliografia armena e enciclopedia vita armena), Venezia, Tipografia di San Lazzaro, 1909
- P. Virgileay Maroni Eneakan bnagren asxarhabar targmanec, (Traduzione in lingua armena dell'Eneide di Publio Virgilio Marone), Venezia, Tipografia Mechitarista di San Lazzaro, 1910
- Erger, (traduzione in lingua armena dei Canti di Giacomo Leopardi, Venezia, Tipografia Mechitarista di San Lazzaro, 1910
- Iliakan, (Traduzione in lingua armena dell'Iliade di Omero), Venezia, Tipografia Mechitarista di San Lazzaro, 1911
- Erousalem Adzateal (traduzione in lingua armena della Gerusalemme liberata di Torquato Tasso), Venezia, Tipografia Mechitarista, 1911,
- Miltoni Drakht koruseal, (traduzione in lingua armena della Paradiso perduto di John Milton), Venezia, Tipografia Mechitarista, 1913
- Chakatagir, (traduzione in lingua armena Fatalità di Ada Negri, Costantinopoli, stamperia Ō. Barseghean e figli, 1919.
- Mshakakank, (traduzione in lingua armena delle Bucoliche e Georgiche di Virgilio, Venezia, Tipografia di S. Lazzaro, 1923.
- Erousalem Adzateal, (traduzione in lingua armena della Gerusalemme liberata di Torquato Tasso), Venezia, Tipografia dei Mechitaristi, seconda edizione, 1927
- Astuatsayin katakergutʻiwn, (traduzione in lingua armena della Divina Commedia di Dante), Venezia, Tipografia Mechitarista, 1905-1927
- Մի գրէք... Այլ գրեցէք... Հայ լեզուի ուղղագրական դասեր - երրորդ տպագրութիւն, Venezia, Tipografia Mechitarista, 1932
- Հայր Արսէն Ղազիկեանի նամակները առ Յակոբ-Գրիգոր, (Lettere di Padre Arsen Ghazikyan a Yakob-Grigor) Venezia, 1980